# Regència de Sambas
La regència (kabupaten) de Sambas, és una divisió administrativa de la província de Kalimantan Barat (Borneo de l'Oest); la capital és la ciutat de Sambas. El territori està situat al nord-oest de l'illa, a tocar amb Sarawak amb la qual té 97 km de frontera. Té una superfície de 6.394,7 km², i una línia costanera de 128,5 km. La població el 2010 era de 496.116 habitants (77 hab./km²).